# Halina Poświatowska

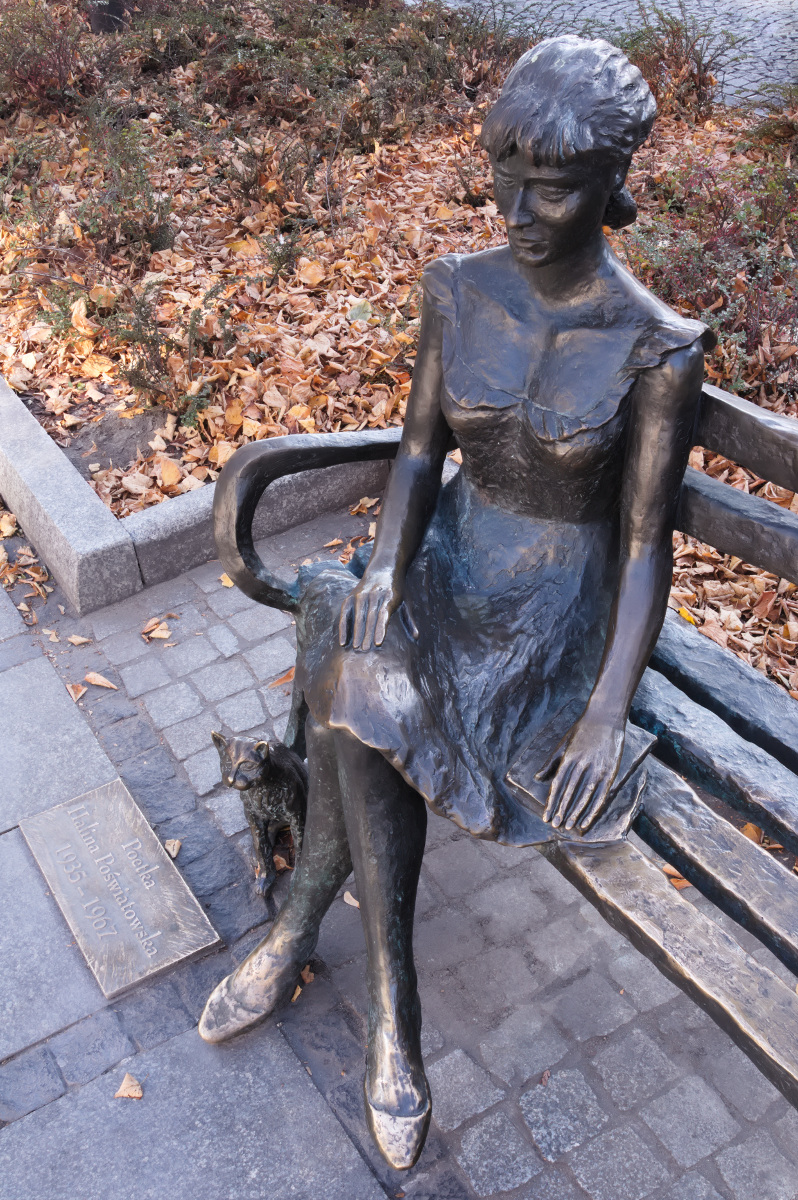
Denkmal in Tschenstochau

Halina Poświatowska (vormals Helena Myga; * 9. Mai 1935 in Częstochowa; † 11. Oktober 1967 in Warschau) war eine polnische Dichterin.

## Leben

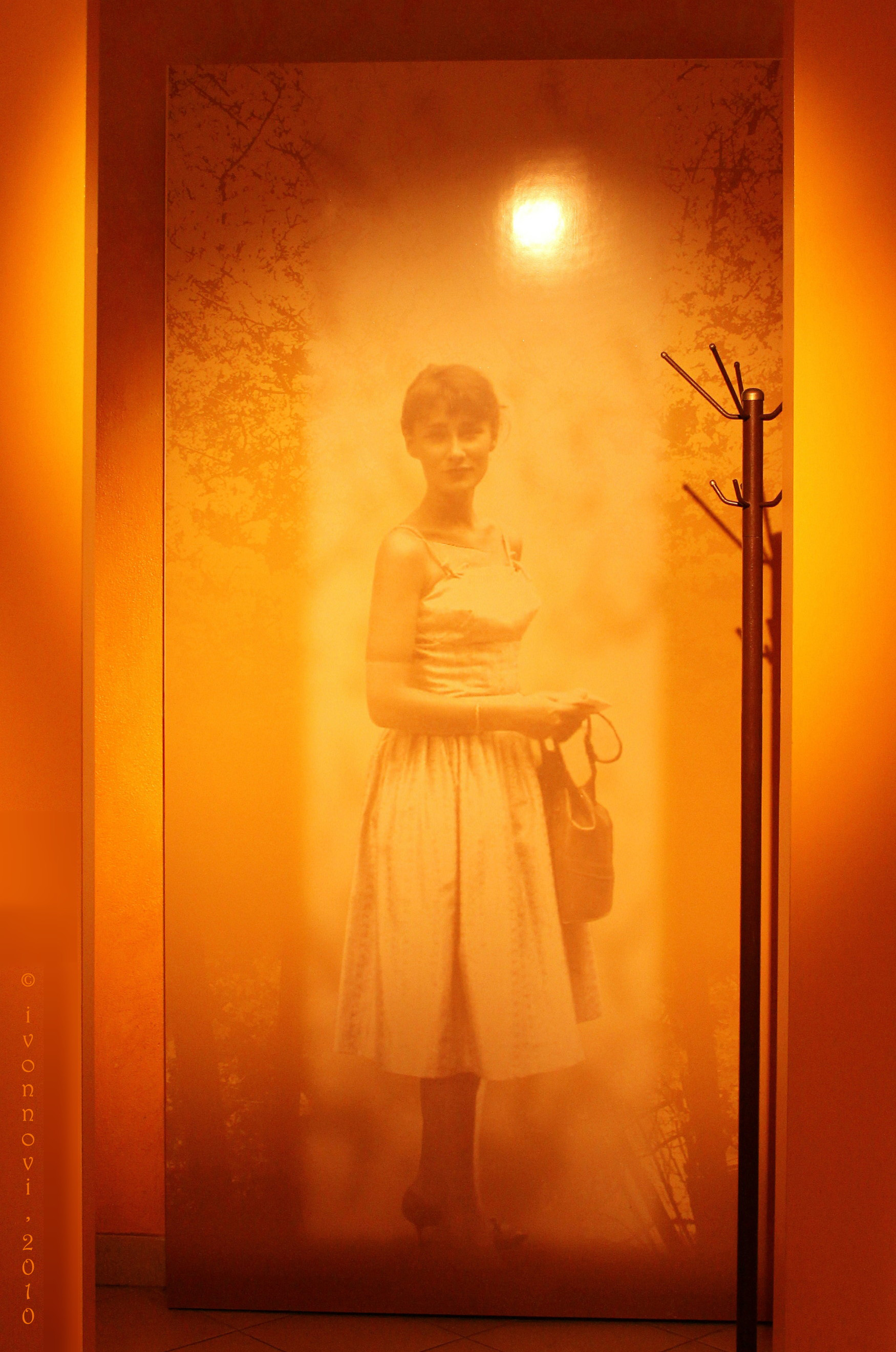
Bild von Poświatowska in ihrem Museum; Fot. Ivonna Nowicka.

Halina Poświatowska wurde mit einer schweren Herzkrankheit geboren. Einen großen Teil ihres kurzen Lebens verbrachte sie in Krankenhäusern und Genesungsheimen. Dort begegnete sie ihrem zukünftigen Ehemann, dem ebenfalls herzkranken Patienten Adolf Ryszard Poświatowski, den sie am 30. April 1954 heiratete. Die Ehe dauerte nur zwei Jahre, im 21. Lebensjahr wurde Halina Witwe.
Dank einer Spendenaktion 1958 unterzog sich Halina in den Vereinigten Staaten von Amerika einer komplizierten Herzoperation. Danach blieb sie drei Jahre lang dort und studierte am Smith College in Northampton Massachusetts.
Zurück in Polen studierte sie Philosophie an der Jagiellonen-Universität Krakau. Nach dem Studium blieb sie an der Universität. Wegen des immer schlechteren Gesundheitszustandes unterzog sie sich 1967 in Warschau erneut einer Herzoperation. Sie verstarb acht Tage später.
Sie wurde in Częstochowa auf dem St. Rochus Friedhof neben ihrem Ehemann bestattet.
Am 9. Mai 2007 wurde in ihrem Elternhaus ein ihr gewidmetes Museum, das Haus der Poesie, eröffnet.
An der Hauptstraße ihres Heimatortes Częstochowa wurde ihr ein Denkmal in Form einer Gartenbank mit der Figur der Dichterin in Naturgröße errichtet.

## Werk

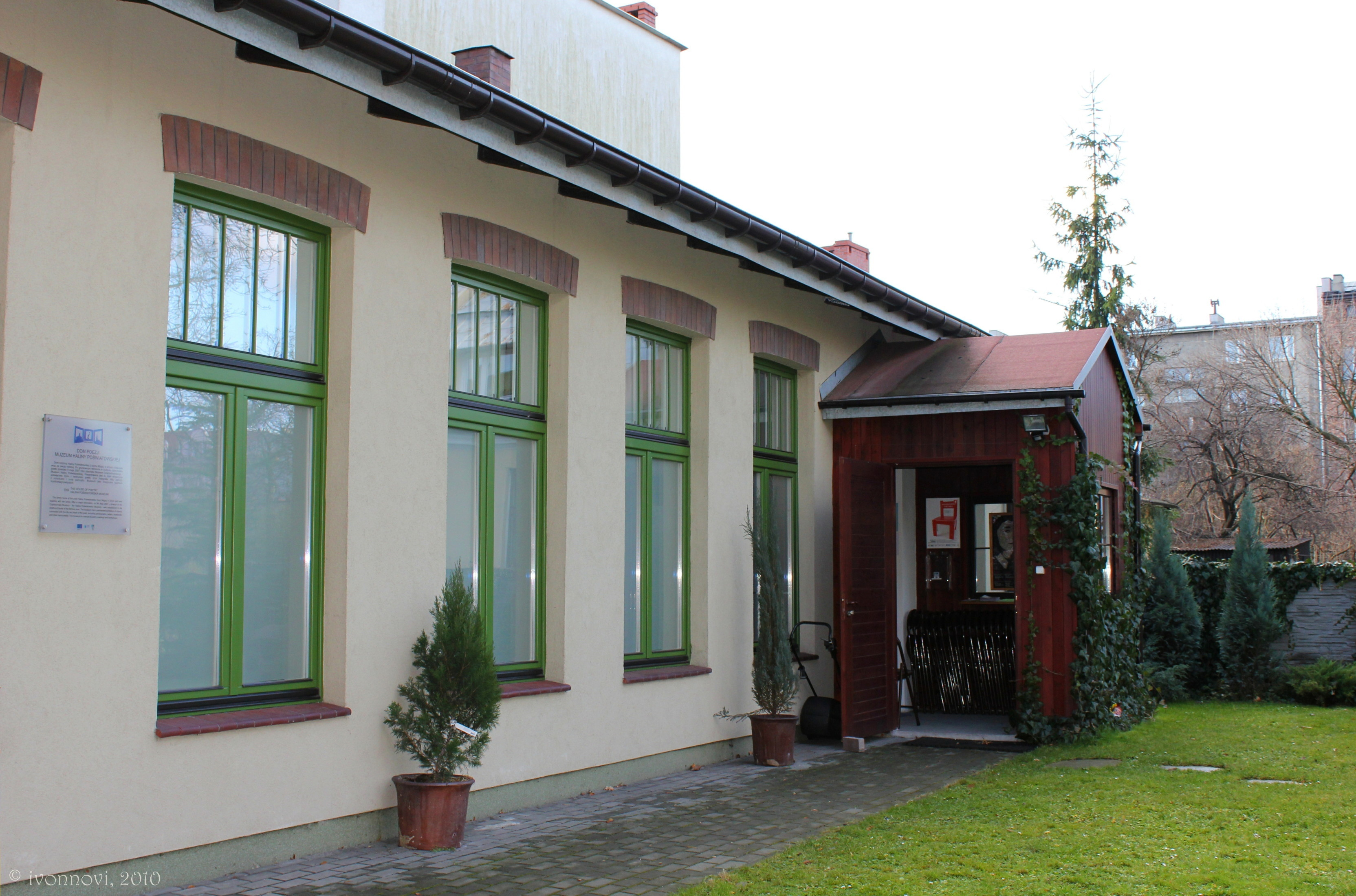
Das Dichtungs-Haus – Museum von Poświatowska in Częstochowa; Fot. Ivonna Nowicka.

Halina Poświatowska debütierte als Dichterin im Jahr 1956 mit einem Gedicht in einer Lokalzeitung.
1957 erschien ihr erstes Büchlein Hymn bałwochwalczy (Götzendienerische Hymne), es folgten 1963 Dzień dzisiejszy (Der heutige Tag), 1966 Oda do rąk (Ode an die Hände) und postum 1968 Jeszcze jedno wspomnienie (Noch eine Erinnerung). Nach ihrem Tod wurden im Nachlass viele unveröffentlichte Texte gefunden. Im letzten Lebensjahr erschien noch ihre Autobiographie Opowieść dla przyjaciela (Erzählung für den Freund).
In den Poświatowskas Texten sind Liebe und Tod unzertrennbar verflochten. Sie freute sich über jeden Tag, aber der stets drohende Tod warf einen tiefen Schatten.
Im Piper Verlag sind ihre Werke in deutscher Übersetzung erschienen.

## Schriften (Auswahl)
- Immer wenn ich leben will. Aus dem Polnischen von Monika Cagliesi-Zenkteler. Piper Verlag, München 2002, ISBN 3-492-04397-6
- Erzählung für einen Freund. Aus dem Polnischen von Monika Cagliesi-Zenkteler. Piper Verlag, München 2000, ISBN 3-492-04225-2